# 佐藤通次
佐藤 通次（さとう つうじ、1901年5月26日 - 1990年7月3日）は、日本の独文学者、哲学者。学位は文学博士（九州帝国大学・1944年）。皇學館大学学長。皇學館大学名誉教授。

## 経歴
山形県川西町生まれ。旧制山形高等学校を経て、1926年に京都帝国大学文学部独文科卒。九州帝国大学法文学部助教授、文部省教学錬成所員、大日本言論報国会理事。1944年に「ゲーテノ生命体験」で九州帝国大学より文学博士の学位を取得。
戦後は、『皇道哲学』を著したことから公職適否審査会の調査対象となり、言論報国会理事であったことで公職追放となり、追放解除後の1955年に亜細亜大学教授、1965年に皇學館大學教授、1973年から1980年まで同学長、名誉教授。

## 業績
ゲーテ、シラー、ニーチェなどの翻訳のほか、神道、皇道思想を追求し続けた。

## 著書

### 単著
- 『独和言林』 白水社 1936
- 『孝道序論』 白水社 1937
- 『身体論』 白水社 1939
- 『皇道哲学』 朝倉書店 1941（現代哲学叢書）
- 『勤労の哲理 日本勤労叢書』 目黒書店 1942
- 『ファウスト論』 丁子屋書店 1942
- 『学問の厳粛性』 冨山房 1943
- 『佐藤ドイツ語講座』 全3巻 白水社 1950-1951
- 『ドイツ常用五千語』 白水社 1950
- 『ドイツ広文典』 白水社 1951
- 『この道 調和の哲学』 元々社 1955（民族教養新書）
- 『坤心談話集』 第1-4 理想社 1960-1965
- 『仏教哲理』 理想社 1968
- 『言の林 言の原点と解釈』 日本教文社 1976
- 『続言の林 言の原点と解釈』 日本教文社 1979.6
- 『皇学の旨趣』 皇學館大学出版部 1980.3
- 『神道哲理』 理想社 1982.2
- 『言の林 続続 言の原点と解釈』 日本教文社 1982.6

### 共編著
- 『最新初等独逸文典』 南江堂書店 1929
- 『階梯独逸文典』 南江堂書店 1932
- 『岩波独和辞典』 小牧健夫、奥津彦重共著 岩波書店 1954
- 『郁文堂小独和辞典』 成瀬清共編 郁文堂出版 1956
- 『標音独和辞典』 森永隆共編 白水社 1956
- 『武道の神髄』 鷹尾敏文共著 日本教文社 1977.10

### 翻訳
- 『ドン・カルロス 西班牙の太子』 シルレル 独逸文学叢書 岩波書店 1927、岩波文庫 1955
- 『ヘルマンとドロテア』 ゲーテ 岩波文庫 1932、改版1981
- 『浪漫的悲劇オルレアンの乙女』 シルレル 岩波文庫 1938、改訳『オルレアンの少女』1951
- 『ヴィルヘルム・マイステルの修業時代』 ゲーテ「全集」丁字屋書店 1948、角川文庫 上下 1965
- 『美しき魂の告白』 ゲーテ 日本教文社 1949（世界文庫）
- 『ミニヨン』 ゲーテ 日本教文社 1949（世界文庫）
- 『ライネケ狐、アビロイスの歌』 ゲーテ 「全集」丁字屋書店 1949
- 『若きヴェールテルの悩み』 ゲーテ 角川文庫 1950、改版1963
- 『ゲーテ詩抄』 酣燈社 1950（詩人全書）
- 『ツァラトゥストラはかく語りき』 ニーチェ 角川文庫 1952、改版1970
- 『ゲーテ抒情詩抄』 元々社 1954（民族教養叢書）
- 『生きぬくための知恵』 K.O.シュミット 日本教文社 1958
- 『ファウスト』上・下 ゲーテ 旺文社文庫 1967-1968